# Politique au Turkménistan
La politique au Turkménistan repose sur un modèle d'État qui prend la forme d'une république présidentielle unitaire. Le président du pays jouit d'importants pouvoirs et est à la fois chef de l'État et chef du gouvernement. Le Turkménistan ne connaît que deux présidents depuis son indépendance en 1991, qui ont comme caractéristiques communes de diriger le pays avec une main de fer et d'avoir imposé un culte de la personnalité. Le régime est souvent qualifié de totalitaire,,,. 

## Époque soviétique

Drapeau de la république socialiste soviétique.

Bien qu'il présente une résistance plus importante que d'autres régions d'Asie centrale, le Turkménistan n'échappe pas aux tentatives de russification qui s'opèrent sur son territoire à l'époque de la Russie tsariste. Le Turkménistan obtient même une brève indépendance après la révolution russe de 1917, avant toutefois que l'Armée rouge reprenne le contrôle de la région et crée la République socialiste soviétique du Turkménistan en 1924. Le Turkménistan fait donc partie des républiques de l'URSS à compter de 1925 et jusqu'à la chute de l'Union soviétique en 1991.

## Le Turkménistan depuis 1991

Drapeau du Turkménistan choisi par Nyýazow.

De l'indépendance du pays en 1991 jusqu'en décembre 2006, le Turkménistan est gouverné par le dictateur Saparmyrat Nyýazow, qui se faisait appeler le « Père des Turkmènes ». Nyýazow pratiquait un culte de la personnalité. Le niveau de vie de la population d'un peu plus de quatre millions de personnes n'augmentait pas malgré les importantes ressources de gaz du pays. Son parti, le Parti démocratique du Turkménistan, a été proclamé parti unique en 1992.
La plupart des hôpitaux ont été fermés sous l'ordre de Nyýazov qui les jugeait inutiles. Il a publié un ouvrage sur les règles d'hygiène, le Rukhmana que tous les citoyens se doivent d'appliquer. Il a aussi décidé de réduire à trois ans la durée des études médicales et de diviser par dix le nombre d'étudiants en médecine. Des maladies endémiques comme la tuberculose, le choléra ou la dysenterie sont réapparues.
Le respect des libertés publiques est critiqué par les ONG occidentales. Les journalistes étrangers sont interdits de séjour comme les antennes satellite et il n'existe aucun média libre.
Le culte de la personnalité du dictateur se manifeste partout : portraits, statues, citations sont présents dans toutes les villes jusqu'à une statue dorée à l'effigie de Nyýazov qui tourne suivant la course du Soleil. Le nom de certains mois du calendrier ont été changés, un mois porte désormais le nom de sa mère. Les bibliothèques, théâtres et opéras ont été fermés. Seules la musique et les danses traditionnelles sont autorisées.
Le taux de chômage varie, selon les sources, de 50 à 70 %. Le salaire moyen mensuel ne dépasserait pas les 30 € (2005). Des purges successives éliminent les cadres du régime. Le nombre de prisonniers politiques est estimé à plus de 30 000 personnes (près d'un habitant sur cent).
Allié de Moscou, principal fournisseur de gaz de la société russe Gazprom, le régime turkmène est soutenu par le Kremlin. Se gardant de toute ingérence dans la politique de ses voisins (Ouzbékistan, Iran ou Afghanistan) et sans prétention territoriale ou militaire.

## Transition
Le président Nyýazow décède le 21 décembre 2006 sans que la succession ait été préparée. Constitutionnellement, le président du parlement turkmène, Öwezgeldi Ataýew aurait dû devenir président par intérim. La justice a opportunément ouvert une enquête sur Ataýew qui n'a pas pu accéder au poste de président par intérim. Le vice-premier ministre Gurbanguly Berdimuhamedow a été nommé au poste de président par intérim par le conseil de sécurité.
Le Conseil du Peuple a fixé la date de l'élection présidentielle au 11 février 2007 et a modifié la Constitution pour permettre à Berdimuhamedow de se présenter. Et il l'a emporté avec 89,23 % des suffrages, scrutin auquel près de 99 % des électeurs auraient participé.

## Régime de Berdimuhamedov
En 2012, une loi autorise le multipartisme, permettant la formation du Parti des industriels et des entrepreneurs. La formation de mouvements politiques reste néanmoins conditionnée à un ensemble de critères qui excluent de fait la plupart des dirigeants de l'opposition, réfugiés à l'étranger, et le Parti démocratique du Turkménistan, dirigé par le président Berdimuhamedow, demeure maître du jeu,. Le Turkménistan organise en décembre 2013 ses premières élections pluralistes, auxquelles ne participent que le Parti démocratique et le Parti des industriels et des entrepreneurs. Gurbanguly Berdimuhamedow est réélu, ainsi qu'en 2017 avec officiellement plus de 97 % des voix.
Le régime s'enfonce de nouveau dans un autoritarisme qualifié de rétrograde et d'ubuesque, avec des mesures telles que l'interdiction de conduire pour les femmes et l’interdiction des voitures noires.